# Max-Planck-Institut für Quantenoptik
Das Max-Planck-Institut für Quantenoptik (MPQ) gehört zu den 86 Instituten der Max-Planck-Gesellschaft. Es hat seinen Sitz in Garching bei München.
Gegenwärtig sind am MPQ fünf wissenschaftliche Abteilungen etabliert:
- Laserspektroskopie (seit 1986, Leiter Theodor Hänsch),
- Quantendynamik (seit 1999, Leiter Gerhard Rempe),
- Theorie (seit 2001, Leiter Ignacio Cirac),
- Attosekundenphysik (seit 2003, Leiter Ferenc Krausz),
- Quanten-Vielteilchensysteme (seit 2008, Leiter Immanuel Bloch)

Zentrales Thema ist die Wechselwirkung von Licht und Materie unter extrem kontrollierten Bedingungen.
Licht breitet sich als elektromagnetische Welle aus und verhält sich gleichzeitig wie ein Schauer aus Teilchen, den Photonen. Neuartige Experimente erlauben tiefe Einblicke in das Zusammenwirken der Naturkräfte und ebnen den Weg zu leistungsfähigen Quantencomputern, höchstauflösender Mikroskopie und neuen Strahlungsquellen für die Medizin. Theoretiker entwickeln neue Konzepte und Algorithmen für die Quantenkommunikation.

## Geschichte
Das Max-Planck-Institut für Quantenoptik wurde am 1. Januar 1981 gegründet. Es ging aus der Projektgruppe für Laserforschung hervor, die nach einer Vereinbarung zwischen dem Bundesministerium für Forschung und Technologie und der Max-Planck-Gesellschaft am 1. Januar 1976 die Arbeit aufgenommen hatte.
Den Kern der Projektgruppe bildeten Mitarbeiter aus dem Max-Planck-Institut für Plasmaphysik (IPP), die auf dem Gebiet der Hochleistungslaserentwicklung und deren Anwendung in der Fusionsforschung arbeiteten. Die Ziele der Projektgruppe für Laserforschung waren, die besonderen Möglichkeiten der Laserquellen in der Plasmaphysik, der Chemie, der Spektroskopie und in verwandten Gebieten zu erforschen und zu nutzen.
Die Projektgruppe begann ihre Arbeit mit 46 Mitarbeitern unter der Leitung der Direktoren Karl-Ludwig Kompa,
Herbert Walther und Siegbert Witkowski. Bei der Gründung des MPQ hatte sich die Gruppe auf 82 Mitarbeiter in den Abteilungen Laserphysik (Leiter: Herbert Walther), Laserchemie (Leiter: Karl-Ludwig Kompa) und Laserplasmen (Leiter: Siegbert Witkowski) vergrößert. Im April 1986 wurde das Institut durch die Berufung von Theodor Hänsch, damals Stanford University, um eine vierte Abteilung "Laserspektroskopie" erweitert.
In der Anfangsphase war das Institut zunächst in einem Gebäude des IPP untergebracht. Im Juli 1986 wurde der Neubau am Südrand des Forschungsgeländes in Garching mit einer Hauptnutzungsfläche von 6.600 m² bezogen.
Mit der Emeritierung von Siegbert Witkowski im Jahre 1993 begann eine erste Umorientierung des Forschungsprogramms. Die Laserplasma-Arbeiten mit dem Hochleistungslaser Asterix, der in der Anfangsphase der Projektgruppe entwickelt und aufgebaut wurde, sind zum Abschluss gebracht worden. Schließlich wurde der Laser im Laufe des Jahres 1997 abgebaut und Ende 1998 nach Prag an das Institut für Plasmaphysik der tschechischen Akademie der Wissenschaften transferiert, wo er seither betrieben wird.
Andere Arbeiten zur Licht-Plasma-Wechselwirkung setzte die Arbeitsgruppe „Laserplasmen“ unter der Leitung von Klaus-Jürgen Witte und Jürgen Meyer-ter-Vehn bis zum Jahr 2004 fort.
Mit der Berufung von Gerhard Rempe (damals Universität Konstanz) zum neuen Direktor am MPQ wurde 1999 die Abteilung „Quantendynamik“ gegründet.
2001 zog die Projektgruppe „Gravitationswellen“ nach Hannover um, wo die ersten Testmessungen am Experiment durchgeführt wurden. Seither gehört sie zum 1995 gegründeten MPI für Gravitationsphysik (Potsdam). Im gleichen Jahr (2001) erhielt Ignacio Cirac (damals Universität Innsbruck) einen Ruf als Direktor am MPQ und etablierte hier erstmals eine Abteilung „Theorie“.
Anfang 2003 wurde Herbert Walther emeritiert, setzte aber seine Forschungsarbeiten bis zu seinem Tod im Juli 2006 als Leiter der Emeritus-Gruppe „Laserphysik“ fort. Sein Nachfolger als Direktor am MPQ und Ordinarius an der LMU wurde Ferenc Krausz (damals Technische Universität Wien), der am MPQ seit 2003 die Abteilung „Attosekundenphysik“ leitet.
2006 wurde Karl-Ludwig Kompa emeritiert. Damit waren alle Gründungsväter des Instituts in den Ruhestand getreten.
Parallel zu den Emeritierungen wurden nicht nur drei neue Abteilungen etabliert, sondern auch selbständige Forschungsgruppen gefördert: 2004 etablierten sich die Gruppen „Quantensimulations with Trapped Ions“ mit Tobias Schätz (jetzt: Universität Freiburg) als Leiter und „Attosecond Driver Laser“, deren Leiter Andrius Baltuska 2006 einen Ruf an die TU Wien annahm. 2005 begann Tobias Kippenberg (jetzt: ETH Lausanne) am MPQ mit dem Aufbau seiner Nachwuchsgruppe „Laboratory of Photonics“. Im Juli 2006 erhielt Reinhard Kienberger (jetzt: TU München) die Mittel für die Gründung einer weiteren Nachwuchsgruppe „Attosecond Dynamics“. Im Januar 2007 kam die Nachwuchsgruppe „Attosecond Imaging“ von Matthias Kling dazu. Im Januar 2008 begann Masaki Hori mit dem Aufbau der Gruppe "Antimatter Spectroscopy", im April 2008 folgte die Gruppe "Ultraschnelle Quantenoptik" von Peter Hommelhoff (jetzt: Friedrich-Alexander-Universität Erlangen-Nürnberg). Ab 2011 baute Eleftherios Goulielmakis (jetzt: Universität Rostock), finanziert durch Mittel des European Research Councils, die Forschungsgruppe "Attoelectronics" auf. Ende 2011 begann Randolf Pohl (jetzt: Johannes Gutenberg-Universität) mit dem Aufbau der Forschungsgruppe "Muonic Atoms".
Ein besonderer Höhepunkt war die Verleihung des Nobelpreises für Physik 2005 an Theodor Hänsch für die Entwicklung der Frequenzkammtechnik. Nicht zuletzt dieser Auszeichnung ist es zu verdanken, dass Hänsch noch bis 2016 Direktor der MPQ und Leiter der Abteilung Laserspektroskopie sein konnte. Seit 2016 ist Hänsch Direktor Emeritus.
Am 1. August 2008 wurde das MPQ um eine fünfte Abteilung "Quanten-Vielteilchensysteme" von Immanuel Bloch erweitert. Ein Arbeitsgebiet von Immanuel Bloch ist die Untersuchung ultrakalter Quantengase in künstlichen Kristallen aus Licht, so genannten optischen Gittern. Solche Systeme können das Verhalten von Festkörpern modellieren und damit helfen, Eigenschaften wie Leitfähigkeit oder Supraleitung besser zu verstehen.
2023 erhielt MPQ-Direktor Ferenc Krausz gemeinsam mit Anne L’Huillier und Pierre Agostini für die Begründung der Attosekundenphysik den Nobelpreis für Physik 2023.

## International Max Planck Research School (IMPRS)
Das MPI für Quantenoptik ist an der International Max Planck Research School on Advanced Photon Science beteiligt. Eine IMPRS ist ein englischsprachiges Doktorandenprogramm, das eine strukturierte Promotion ermöglicht. Weitere Kooperationspartner sind das Max-Planck-Institut für Biochemie, die LMU München, die TU München, die TU Wien und die TU Graz. Sprecher der IMPRS ist Ferenc Krausz, der auch Direktor am MPI für Quantenoptik ist.

## Auswärtige Wissenschaftliche Mitglieder
Auswärtige Wissenschaftliche Mitglieder des Instituts sind (Stand Januar 2024): Raphael David Levine, Marlan Scully, Jelena Vučković und Peter Zoller.